# Sriednij (obwód irkucki)
Sriednij (ros. Средний) – osiedle typu miejskiego w Rosji, w obwodzie irkuckim, w rejonie usolskim. W 2021 liczyło 4895 mieszkańców.